# George Luz
George Luz (1921. június 17. – 1998. október 15.) amerikai katona. A 101. légi szállítású hadosztály 506. ejtőernyős gyalogezred 2. zászlóalj E (Easy) századánál szolgált második világháború idején. 
Luzt Rick Gomez alakította az HBO Band of Brothers minisorozatában.

## Élete a háború előtt
Luz a massachusettsi Fall Riverben született, portugál szülők gyermekeként. A Rhode Island állambeli West Warwickben nőtt fel. 
Kilenc testvére volt. A gimnáziumot alsó évfolyamosként otthagyta. 
Luz 1942. augusztus 25-én vonult be a Rhode Island-i Providence-ben.
George Luznak nagyon jó volt a humorérzéke, nagyon értett más emberek utánzásához, szinte bárkit utánozni tudott. Egy angliai kiképzésen Luz Horton őrnagyot utánozva elhitette az Easy akkori parancsnokával, Herbert Sobellel, hogy ott van  és rávette, hogy vágja át egy angol farmer kerítését, akinek a tehéncsordája így elszabadult.

## A második világháborúban
George Luz 1944. június 6-án Normandiába hajtotta végre az első harci ugrását. 
Mivel úgy gondolta, hogy soha nem fog kiugrani a gépből (5. volt a sorban), megkérte Roy Cobb-ot, hogy cseréljen vele helyet, mivel így korábban ugorhatott ki a repülőből. Nem sokkal a csere után egy ütés hallatszott, és Cobb-ot eltalálták, aki így nem tudott ugrani. 
Luz kiugrott, miután kirúgta lábtáskáját, amelyben a rádió és egyéb felszerelések voltak.
Amikor Luz földet ért, egyedül volt és nem találta egyetlen társát sem.
1998-ban bekövetkezett halála előtt Luz visszaemlékezett: egy sövény mögé bújt fedezékbe, felnézett, és látta, számos ejtőernyős társát lőtte le a német tüzérség.
Luznak másnap sikerült megtalálni az Easy századot, ott volt mikor az Easy bevette Carentan városát. Néhány hónappal később Luz a Market Garden hadművelet során az Easy század többi tagjával együtt Hollandiában hajtotta végre második harci ugrását.
1944 karácsonyának közeledtével Luz és az Easy század többi tagja részt vett az ardenneki csatában, ahol Luz számos barátját elveszítette.
Luz nevéhez fűződik, hogy a nehéz időkben humorával fenntartotta az Easy század hangulatát.

## Élete a háború után
Hazatérése után Luz West Warwickben, Rhode Island-ban telepedett le és feleségül vette Delvinát. 
1 lánya (Lana Miller Luz) és 2 fia (George Jr Luz, Steve Luz) született.
Stephen E. Ambrose könyvében, a Band of Brothersben tévesen állították, hogy a háború után George ezermester lett. 
A fia elárulta, hogy karbantartási tanácsadóként dolgozott, és egy ipari balesetben meghalt.

## Halála
Miközben egy nagy, 7200 font súlyú (kb. 3200 kg) ipari szárítón dolgozott, az lecsúszott a tartóiról és ráesett.
Az orvosok azt mondták, hogy azonnal meghalt.
Luz emlékére a ravatalozónál 1600 ember állt sorban az utcán, hogy leróják tiszteletüket.
Luzt kitüntetéseivel a mellkasán temették el, amiről családjának nem volt előzetesen tudomása.
A Rhode Island állambeli Exeterben lévő veterán temetőben temették el.

## Forrás
- George Luz élete. (Hozzáférés: 2023. május 1.)
- George Luz - Elit alakulat. (Hozzáférés: 2023. május 2.)